# SIMOS Motormanagement-System
Simos ist die Bezeichnung für eine Motorsteuergeräte-Baureihe des Volkswagen-Konzerns. Gegenüber dem Vorgängersystem Digifant hat Simos das Ziel, die Gemischaufbereitung weiter zu verbessern um einen möglichst günstigen Emissionsausstoß und einen ökonomischen Verbrauch bei optimaler Leistung zu erhalten. Sie wurde stetig weiterentwickelt, wobei je nach Motortyp und Baujahr weitere Funktionen ergänzt oder verändert wurden.

## Aufbau
Die Simos ist eine elektronisch gesteuerte Einspritzung mit programmierten Kennfeldern für Einspritzzeit und Zündzeitpunkt. Sie verfügt über Schubabschaltung, Lambda-Regelung, Kaltstart-, Warmlauf-, Volllastanreicherung und Aktivkohlefilterregelung. Die Einspritzventile werden sequentiell angesteuert und spritzen den Kraftstoff in das Saugrohr vor die Einlassventile oder direkt in den Brennraum. Der Zündzeitpunkt wird bei allen Simos-Varianten elektronisch bestimmt. Alle Simos-Varianten verfügen über eine zylinderselektive Klopferkennung mit einem oder zwei Klopfsensoren und eine elektronische Leerlaufregelung mit Hilfe der Drosselklappeneinheit. Die Drosselklappeneinheit beinhaltet Leerlaufschalter und Drosselklappenpotentiometer sowie einen Stellmotor. Die Luftmasse wird mit Hilfe eines Luftmassenmessers bestimmt. Alle Simos-Varianten sind adaptiv, so dass der CO-Wert und die Leerlaufdrehzahl nicht mehr eingestellt werden müssen.
Die Motorsteuergeräte besitzen einen Fehlerspeicher und sind voll diagnosefähig. Die Drosselklappeneinheit und einige Aktoren lassen sich durch eine Stellglieddiagnose testen.
Bei Ausfall einzelner Sensoren werden Standardwerte angenommen. Die Drosselklappeneinheit hat Notlauf-Funktionen. In den meisten Fällen ist so noch eine Fahrt in die Werkstatt möglich.

## Gemischkorrektur

### Starterkennung
Das Steuergerät erkennt über Klemme 50, dass der Motor gestartet werden soll. Zu diesem Zeitpunkt ist der Starter noch nicht eingespurt und die Batteriespannung ist hoch genug, um das Schalten des Kraftstoffpumpenrelais sicherzustellen. Dasselbe Signal wird verwendet, um bei einem Automatikgetriebe die Stellungen „N“ und „P“ zu erkennen und so die Leerlaufdrehzahl besser stabilisieren zu können. Bei einigen Fahrzeugtypen wird die Kraftstoffpumpe beim Öffnen der Fahrertür bereits für eine Sekunde aktiviert, um hinreichend Druck im System aufbauen zu können. Da der OT des ersten Zylinders erst nach zwei Kurbelwellenumdrehungen erkannt werden kann, spritzen die Einspritzventile bei der ersten Kurbelwellenumdrehung nach Motorstart simultan ein. Nach zwei Kurbelwellenumdrehungen wird auf sequentielle Einspritzung umgeschaltet. Dies gewährleistet einen schnelleren Motorstart.

### Kaltstart
Die Einspritzventile werden vom Steuergerät länger geöffnet um das Gemisch anzufetten. Bei steigender Kühlwassertemperatur nimmt die Öffnungsdauer ab.
Die Lambda-Regelung ist deaktiviert.
Die Leerlauf Luftmenge wird von der Drosselklappeneinheit angehoben.
Bei Umgebungstemperaturen unter 10 °C werden Mehrfachzündungen ausgelöst, um ein besseres Kaltstartverhalten des Motors zu gewährleisten.

### Warmlaufphase
In der Warmlaufphase wird der Leerlauf durch die Drosselklappeneinheit stabilisiert.
Die Lambda-Regelung wird bei Erreichen der Betriebstemperatur der Sonde aktiviert.

### Laständerungen
Die Laständerungen werden durch den Luftmassenmesser erkannt.
Lastschläge werden über die Drosselklappeneinheit abgefangen (Schließdämpfer). Zusätzlich wird über Zündwinkeländerungen ein Ruckeln gemindert.

### Änderung der Ansauglufttemperatur
Erkennung über einen temperaturabhängigen Widerstand im Ansaugtrakt. Das Steuergerät reagiert mit Verlängerung oder Verkürzung der Einspritzzeit.

### Drehzahlbegrenzung
Das Steuergerät bekommt die Drehzahlinformation vom Drehzahlsensor für die Motordrehzahl und nimmt die Einspritzzeit bei einer vom Motortyp abhängigen Drehzahl zurück.

### Schubabschaltung
Erkennung über Drehzahl und den Leerlaufschalter in der Drosselklappensteuereinheit. Das Steuergerät stoppt die Einspritzung bei eingelegtem Gang und losgelassenem Gaspedal oberhalb von 1500 min-1.

### Volllast
Erkennung über Drehzahl und Drosselklappenstellung; das Steuergerät erhöht zusätzlich die Öffnungsdauer der Einspritzventile.

### Lambda-Regelung
Eine Lambdasonde erkennt fettes oder mageres Gemisch, dementsprechend wird die Einspritzzeit verändert.

## Zündzeitpunktbestimmung
Das Motorsteuergerät passt mit Hilfe der Größen Kühlwassertemperatur, Drehzahl, Lastzustand und den Klopfsensor(en) den Zündzeitpunkt an.
Der Leerlauf wird zusätzlich über den Zündzeitpunkt stabilisiert.

## Varianten
Alle Simos-Varianten verwenden für die Grundfunktion weitestgehend dieselben Aktoren und Sensoren und werden je nach Motorkennbuchstaben und Typ mit Versionsnummern gekennzeichnet.
Ältere Varianten verfügen über diverse Signaleingänge und -ausgänge für Drehzahl-, Geschwindigkeits- und Verbrauchsinformationen, Leerlaufanhebung, Automatikgetriebe und Wegfahrsperren. Die Drosselklappeneinheit und das Gaspedal sind hier per Gaszug verbunden.
Neuere Varianten setzen den CAN-Bus ein und verfügen über ein elektronisches Gaspedal, ein elektronisch geregeltes Kühlsystem und eine ruhende Zündanlage.
Durch neuere Abgasgrenzwerte kamen Abgasrückführungsventil und in späteren Varianten eine lineare Vorkat-Lambdasonde und eine Nachkat-Lambdasonde hinzu.
Für Benzin-Direkteinspritzer mit bedarfsgeregeltem Kraftstoffsystem und Motoren mit Schaltsaugrohr, elektrohydraulischer Motorlagerung oder Nockenwellenverstellern gibt es Varianten mit entsprechenden Aktoren, Sensoren und im Steuergerät hinterlegten Kennfeldern.
Die Simos wird von 1994 bis heute in vielen Modellen des Volkswagen-Konzerns verbaut.
Übersicht der Simosvarianten
| Version     | Modell | Hubraum | Bauart | Zyl. | kW/PS             | MKB               | Bauzeit           |
| ----------- | ------ | ------- | ------ | ---- | ----------------- | ----------------- | ----------------- |
| Simos 1     | 1,6 l  | 1.595   | Reihe  | 4    | 74/100            | AFT               | 7/1995 – 10/2000  |
| Simos 1     | 1,6 l  | 1.595   | Reihe  | 4    | 74/100            | AKS               | 4/1997 – 10/2002  |
| Simos 1     | 2,0 l  | 1.984   | Reihe  | 4    | 85/115            | ADY               | 7/1994 – 2/2000   |
| Simos 1     | 2,0 l  | 1.984   | Reihe  | 4    | 85/115            | AGG               | 7/1995 – 12/2001  |
| Simos 1     | 2,0 l  | 1.984   | Reihe  | 4    | 85/115            | AKR               | 4/1997 – 4/2000   |
| Simos 2     | 1,6 l  | 1.595   | Reihe  | 4    | 74/100            | AEH               | 9/1996 – 10/2005  |
| Simos 2     | 1,6 l  | 1.595   | Reihe  | 4    | 74/100            | AKL               | 8/1997 – 5/2007   |
| Simos 2     | 1,6 l  | 1.595   | Reihe  | 4    | 74/100            | AHL               | 10/1996 – 8/2000  |
| Simos 2     | 1,6 l  | 1.595   | Reihe  | 4    | 75/102            | AVU               | 5/2000 – 4/2002   |
| Simos 2     | 1,6 l  | 1.595   | Reihe  | 4    | 75/102            | BFQ               | 5/2002 – 12/2010  |
| Simos 2P    | 1,0 l  | 997     | Reihe  | 4    | 37/50             | AHT               | 10/1998 – 5/2000  |
| Simos 3PE   | 1,2 l  | 1.198   | Reihe  | 3    | 47/64             | AZQ               | 11/2001 – 12/2004 |
| Simos 3PD   | 1,2 l  | 1.198   | Reihe  | 3    | 40/54             | AWY               | 7/2001 – 5/2004   |
| Simos 3     | 1,6 l  | 1.598   | Reihe  | 4    | 92/125            | AVY               | 10/2000 – 3/2002  |
| Simos 3.2   | 2,0 l  | 1.984   | Reihe  | 4    | 85/115            | AZM               | 10/2000 – 3/2008  |
| Simos 3.2   | 2,0 l  | 1.984   | Reihe  | 4    | 85/115            | ASU               | 1/2000 – 8/2000   |
| Simos 3.2   | 2,0 l  | 1.984   | Reihe  | 4    | 85/115            | AUZ               | 1/2000 – 8/2000   |
| Simos 3.3   | 1,6 l  | 1.595   | Reihe  | 4    | 74/100            | AWH               | 11/1999 – 10/2000 |
| Simos 3.3   | 1,6 l  | 1.595   | Reihe  | 4    | 74/100            | AYD               | 6/2000            |
| Simos 3.3   | 1,6 l  | 1.595   | Reihe  | 4    | 74/100            | APF               | 3/2000 – 4/2001   |
| Simos 3.3   | 1,6 l  | 1.595   | Reihe  | 4    | 75/102            | BFS               | 6/2002            |
| Simos 3.3   | 1,6 l  | 1.595   | Reihe  | 4    | 85/115            | BLF               | 2/2004 – 10/2008  |
| Simos 3.4   | 1,6 l  | 1.595   | Reihe  | 4    | 74/100            | ANA               | 8/1998 – 8/2000   |
| Simos 3.5   | 2,5 l  | 2.461   | Reihe  | 5    | 85/115            | APL               | 5/1999 – 12/1999  |
| Simos 3.5   | 2,5 l  | 2.461   | Reihe  | 5    | 85/115            | AVT               | 12/1999 – 6/2003  |
| Simos 4     | 1,6 l  | 1.595   | Reihe  | 4    | 75/102            | ALZ               | 6/2000 – 9/2010   |
| Simos 5S    | 2,5 l  | 2.461   | Reihe  | 5    | 85/115            | AET               | 8/1996 – 9/2003   |
| Simos 6     | 3,2 l  | 3.123   | V6     | 6    | 188/255           | AUK               | 4/2004 – 3/2009   |
| Simos 6     | 2,4 l  | 2.393   | V6     | 6    | 130/177           | BDW               | 4/2004            |
| Simos 7.1   | 1,6 l  | 1.595   | Reihe  | 4    | 75/102            | BGU               | 5/2003 – 7/2007   |
| Simos 7.1   | 1,6 l  | 1.595   | Reihe  | 4    | 75/102            | BSF               | 5/2005 – 11/2010  |
| Simos 7.2   | 1,6 l  | 1.595   | Reihe  | 4    | 75/102            | BSE               | 5/2005 – 5/2011   |
| Simos PPD 1 | 2,0 l  | 1.968   | Reihe  | 4    | 103/140           | BKP               | 3/2005 – 5/2009   |
| Simos 8     | 2,8 l  | 2.773   | V6     | 6    | 154/210           | BDX               | 11/2006 – 7/2010  |
| Simos 8     | 3,0 l  | 2.995   | V6     | 6    | 245/333           | CAKA              | ab 3/2009         |
| Simos 8.20  | 3,2 l  | 3.197   | V6     | 6    | 195/265           | AGE               |                   |
| Simos 10.2  | 1,2 l  | 1.197   | Reihe  | 4    | 77/105            | CBZB              | ab 8/2009         |
| Simos 12    | 1,8 l  | 1.798   | Reihe  | 4    | 132/180           | CJSx              | 2012-2013         |
| Simos 12    | 2,0 l  | 1.984   | Reihe  | 4    | 221/300           | CJXx              | 2013              |
| Simos 18.1  | 1,8 l  | 1.798   | Reihe  | 4    | 132/180 - 141/192 | CJSx, DAJx        | 2013 - 2017       |
| Simos 18.1  | 2,0 l  | 1.984   | Reihe  | 4    | 162/220 - 228/310 | CHHx, CJXx, DJHx, | 2013 - 2018       |
| Simos 18.10 | 2,0 l  | 1.984   | Reihe  | 4    | 180/245 - 221/300 | DLBx, DKTx, DNUx  | 2017 - 2020       |
| Simos 19.3  | 2,0 l  | 1.984   | Reihe  | 4    | 195/265 - 221/300 | DNPA, DRYA, DNFC  | 2019 - heute      |
| Simos 19.6  | 2,0 l  | 1.984   | Reihe  | 4    | 180/245 - 245/333 | DNPx, DNFx        | 2019 - heute      |
| Simos 19.7  | 2,0 l  | 1.984   | Reihe  | 4    | 150/204 - 195/265 | DNP, DRY, DMSA    | 2020 - heute      |
| Simos 19.8  | 2,0 l  | 1.984   | Reihe  | 4    | 195/265           |                   | 2019 - heute      |